# Turabay ibn Qaraja
Turabay ibn Qaraja (ALA-LC: Ṭurābāy ibn Qarājǎ, y a veces transliterado como Ṭarābāy ibn Qarājǎ) fue el jefe de los miembros de la tribu Banu Haritha en el norte de Palestina y gobernador y recaudador de impuestos del Imperio otomano en la llanura del valle de Jezreel. Su carrera comenzó bajo el sultanato mameluco de Egipto a finales del siglo XV y continuó bajo los otomanos, que lo mantuvieron en su puesto de comandante de las rutas que unían Damasco con El Cairo y Jerusalén en 1516, y poco después lo nombraron gobernador del sanjacado de Safed. En 1538, se le habían concedido arrendamientos fiscales en Marj Ibn Amer, Qaqun y en la región de Ajlun al este del río Jordán. Los descendientes de Turabay, la dinastía Turabay, siguieron teniendo influencia en el valle de Jezreel como gobernadores hereditarios de Lajjun hasta 1677.

## Biografía
Turabay pertenecía a la tribu Banu Haritha, que reivindicaba su ascendencia de la poderosa tribu de los taiyitas, cuyas subdivisiones habían dominado durante mucho tiempo las regiones del País del Sham y el norte de Arabia. A finales del período del [sultanato mameluco de Egipto, en el siglo XV, los Banu Haritha eran beduinos seminómadas y habitaban las zonas rurales del interior de Nablus en el norte de  la región de Palestina.  El padre de Turabay, Qaraja, fue nombrado por los mamelucos jefe de la llanura del valle del Jezreel al norte de Nablus. Turabay sucedió a Qaraja tras la muerte de éste en 1480. Aunque eran árabes, tanto Qaraja como Turabay eran nombres mamelucos no árabes.
Los mamelucos perdieron Siria a manos del otomanos tras la Batalla de Marj Dabiq de 1516. Turabay desertó ante el sultán otomano Selim I, quien reafirmó la posición de Turabay en el valle del Jezreel, incluido su cargo de amir al-darbayn (comandante de las dos rutas, es decir, Damasco-El Cairo y Damasco-Jerusalén). Selim informó a Turabay de su victoria sobre los mamelucos en la batalla de Ridaniya en El Cairo y le ordenó arrestar a los mamelucos fugitivos que escapaban de Egipto a través del territorio de Turabay; los emires de alto rango debían ser entregados a los otomanos en Egipto, mientras que los soldados regulares debían ser ejecutados. Cuando Selim partió de Damasco hacia la capital otomana, Constantinopla, en 1518, Turabay se encontraba entre los dignatarios que le despidieron. Para entonces, Turabay había sido nombrado sanjak-bey' (gobernador de distrito) del Sanjacado de Safed.
Durante la revuelta del gobernador de Damasco, Janbirdi al-Ghazali, contra Selim, Turabay apoyó a los otomanos. Beduinos pro-yanbirdi atacaron a los miembros de la tribu de Turabay en los alrededores de Nablus, capturando sus caballos y dromedarios. Una vez sofocada la revuelta, el estatus de Turabay aumentó y los otomanos le concedieron más territorio. En 1531/1532, Turabay construyó la fortaleza de Al-Ukhaydir en la ruta de peregrinación del hach, por orden de Mustafá Pashá, gobernador del eyalato de Damasco (provincia de Damasco).  El fuerte se construyó para disuadir a las tribus de Banu Lam y Banu Uqbah, a menudo rebeldes, de hostigar a los peregrinos del hach.
Los registros otomanos de 1538 indican el alcance de la autoridad política de Turabay en el eyalato de Damasco; figuraba como timar de las aldeas de valle de Jezreel en el sanjacado de Lajjun, la nahiya (subdistrito) de Qaqun en el sanjacado de Nablus y las nahiyas de Banu Kinanah, Banu Atiyya y Banu Juhmah en el sanjacado de Ajlun al este del río Jordán.  También se le confió la supervisión de la nahiy' del valle del Jordán en el sancajado de Ajlun. Tras la muerte de Turabay (año desconocido), su clan, la dinastía Turabay, se rebeló por motivos desconocidos. En 1559, sin embargo, las circunstancias del clan se estabilizaron, y el hijo de Turabay, Ali, fue nombrado sanjak-bey de Lajjun Sanjak, que consistía en el valle del Jordán, la baja Galilea y las colinas alrededor de Yenín. El otro hijo de Turabay, Assaf, sucedió a Alí hacia 1571 y gobernó Lajjun durante más de una década. Los miembros del clan continuaron gobernando Lajjun como cargo hereditario hasta que fueron reemplazados por un oficial otomano en 1677.